# Lyoto Machida
Lyoto Carvalho Machida (Salvador, 30 de mayo de 1978) es un artista marcial mixto brasileño que actualmente compite en la categoría de peso medio de Bellator MMA. Machida ha sido campeón de peso semipesado de UFC en una ocasión.

## Primeros años
Machida nació en la ciudad de Salvador de Bahía, en Brasil, como el tercer hijo del maestro en Karate-Do estilo shotokan 8 Dan de la Japan Karate Association o (JKA) Yoshizo Machida. Lyoto, que creció en Belém, empezó a entrenar Karate-Do a la edad de tres y ganó su cinta negra a la edad de trece. También comenzó a entrenar sumo a los doce años y en jiu-jitsu brasileño desde los quince. Después continuó entrenando en Muay Thai con Marco Ruas y en shoot wrestling con Kazuyuki Fujita en el circuito de peleadores de la New Japan Pro Wrestling de Tokio, dirigido por Antonio Inoki, quien fue personalmente el mentor de Lyoto durante este tiempo. Machida tuvo su debut en las MMA bajo el nombre artístico de LYOTO (todo en mayúsculas) en el gran evento Ultimate Crush, en el que derrotó a Kengo Watanabe por decisión unánime.

## Carrera en artes marciales mixtas

### Ultimate Fighting Championship
Machida debutó en UFC en 2007 en el evento UFC 67 contra Sam Hoger. Machida derrotó a Hoger por decisión unánime. Siguió con su racha de victorias en la cartelera principal de UFC 70 donde ganó por decisión unánime a David Heath. Se enfrentó al practicante de judo y veterano Kazuhiro Nakamura en UFC 76. Machida ganó por decisión unánime y Nakamura dio positivo por esteroides.
En UFC 79, Machida se enfrentó a Rameau Thierry Sokoudjou, un practicante de judo que se había ganado su debut en el UFC después de conseguir las dos victorias por nocaut más rápidas en PRIDE contra los veteranos Antonio Rogerio Nogueira y Ricardo Arona. Machida se anotó su primera sumisión al hacer que Sokoudjou se rindiera con estrangulación de triángulo de brazo en la segunda ronda.
Machida se enfrentó al excampeón de peso semipesado de UFC Tito Ortiz en UFC 84 el 24 de mayo de 2008. Machida derrotó a Ortiz por decisión unánime.
En UFC 94, Machida se enfrentó al también invicto y con su mismo récord (13-0) Thiago Silva. Machida derrotó a Silva por nocaut faltando un segundo de la primera ronda. Tras el evento, Machida obtuvo el premio al KO de la Noche. Machida siguió con su racha de KOs cuando en esta ocasión noqueó a Rashad Evans en UFC 98 ganando así el campeonato de peso semipesado de UFC. Tras el evento, Machida obtuvo el premio al KO de la Noche por segunda vez consecutiva.

#### Defensa del Campeonato de Peso Semipesado de UFC
Machida logró defender con éxito ante Maurício Rua en UFC 103 por decisión unánime. Tras el evento, Machida pasó a tener un récord de 16-0. La revancha inmediata se confirmó.
Su primera derrota llegó en UFC 113 en la revancha contra Maurício Rua, cuando esté lo noqueó en la primera ronda, perdiendo así el título.

#### Vuelta a la obtención del campeonato
Machida se enfrentó a Quinton Jackson en el evento principal de UFC 123. Jackson derrotó a Machida en decisión dividida por una controvertida decisión ni el mismo Jackson se creyó ganador, incluso Fight Metric vio ganador a Machida 30-27.
Posteriormente y ya con la asesoría de Steven Seagal como entrenador, Machida se enfrentó al salón de la fama, tres veces campeón de peso pesado de UFC, dos veces campeón de peso semipesado y al borde del retiro Randy Couture de 47 años en UFC 129. Machida derrotó a Couture por KO con una increíble patada frontal en pleno salto. Tras el evento, Machida obtuvo el premio al KO de la Noche.
En UFC 140, Machida reemplazo al lesionado Rashad Evans en su pelea por el título contra el campeón Jon Jones. Jones se vio superado por primera vez en un round, ya que en el primer round Machida logró conectar golpes significativos y controlar el ritmo de la pelea viéndose un Jones preocupado por intercambiar, sin embargo, Jones derrotó a Machida por estrangulación de guillotina de pie en la segunda ronda. Tras el evento, la pelea obtuvo el premio a la Pelea de la Noche.
Machida se enfrentó a Ryan Bader el 4 de agosto de 2012 en UFC on Fox 4. En una actuación dominante durante todo el combate, Machida terminó a Bader con counter de derecha dejando inconsciente a Ryan Bader a los 1:32 de la segunda ronda. Como resultado, se esperaba que Machida ganara otra oportunidad por el título.
Tras la cancelación de UFC 151, la revancha entre Machida y el actual campeón de peso semipesado de UFC Jon Jones se esperaba que tuviera lugar en UFC 152, Machida rechazó la pelea alegando que no tenía tiempo suficiente para prepararse, y fue reemplazado por Vitor Belfort. Como resultado de rechazar una pelea en UFC 152 contra Jones, fue confirmado más tarde por el UFC que Machida ya no tendría una oportunidad por el título inmediata.
Machida esperaba enfrentarse a Dan Henderson, originalmente el 2 de febrero de 2013 en UFC 156, pero la pelea se trasladó a UFC 157 con el fin de ayudar a reforzar la tarjeta del evento. Machida ganó la pelea por decisión dividida (28-29, 29-28, 29-28).
Machida se enfrentó a Phil Davis el 3 de agosto de 2013 en UFC 163. Machida perdió la pelea por una muy controvertida decisión unánime. Al público no le gustó esta decisión, incluso el presidente del UFC Dana White y todos los medios especializados vieron claro vencedor a Machida con 30-27 lo cual generó mucha polémica por esta decisión, aun así, Machida se mantuvo arriba de los Rankings sobre Phil Davis y su ranking no se vio afectado debido al mal trabajo de los jueces.

#### Baja al peso medio
Dana White anunció el 21 de agosto de 2013 por Fox Sports Live que Machida bajaría a peso medio. Se esperaba enfrentar a Tim Kennedy el 6 de noviembre de 2013 en UFC: Fight for the Troops 3. Sin embargo, Machida se retiró de la cartelera a favor de una pelea con Mark Muñoz el 26 de octubre de 2013 en UFC Fight Night 30, después de que el oponente original de Muñoz, Michael Bisping, fuera obligado a salir de su pelea por una lesión. Machida derrotó a Muñoz por nocaut en la primera ronda, ganado así el premio al KO de la Noche.
Machida se enfrentó a Gegard Mousasi el 15 de febrero de 2014 en UFC Fight Night 36. Machida ganó la pelea por decisión unánime. Tras el evento, ambos peleadores ganaron el premio a la Pelea de la Noche.
Machida se enfrentó a Chris Weidman por el campeonato de peso medio de UFC el 5 de julio de 2014 en UFC 175. Machida perdió la pelea por decisión unánime. Tras el evento, ambos peleadores ganaron el premio a la Pelea de la Noche.
El 20 de diciembre de 2014, Machida se enfrentó a C.B. Dollaway en UFC Fight Night 58. Machida ganó la pelea por nocaut técnico en la primera ronda, ganado así el premio a la Actuación de la Noche.
El 18 de abril de 2015, Machida se enfrentó a Luke Rockhold en UFC on Fox 15. Machida perdió la pelea por sumisión en la segunda ronda.
Machida se enfrentó a Yoel Romero el 27 de junio de 2015 en UFC Fight Night 70. Machida perdió la pelea por nocaut en la tercera ronda.
Se esperaba una revancha con Dan Henderson tenga lugar el 16 de abril de 2016, en UFC en Fox 19. Sin embargo, el 13 de abril, el UFC anunció que Machida declaró el uso de una sustancia prohibida. Machida declaró que desconocía que la sustancia estaba prohibida dentro y fuera de la competición. Por lo tanto, fue removido de la pelea y Henderson fue reservado para otro evento en una fecha posterior.
El 13 de agosto de 2016, Machida enfrentó al excampeón de peso medio de Strikeforce y contendiente de peso wélter de UFC, Jake Shields, en un evento de beneficio llamado Submit Cancer. Perdió el combate.
El 29 de octubre de 2017 perdió por nocaut en el primer round contra Derek Brunson en su regreso a UFC luego de dos años.
Machida enfrentó a Eryk Anders el 3 de febrero de 2018 en UFC Fight Night 125. Tras una racha de tres derrotas consecutivas, ganó la pelea por decisión dividida.

### Bellator MMA
El 22 de junio de 2018, se informó que Machida firmó un contrato de múltiples peleas con Bellator MMA. El 12 de septiembre, se anunció que Machida está listo para hacer su debut contra el excampeón de peso mediano de Bellator, Rafael Carvalho. Se espera que esta pelea sirva como evento coestelar de Bellator 211 el 15 de diciembre.

## Vida personal
Machida está casado con Fabyola, y la pareja tienen dos hijos llamados Taiyo y Kaitô.

## Campeonatos y logros
- Ultimate Fighting Championship
  - Campeón de Peso Semipesado de UFC (1 vez)
  - KO de la Noche (4 veces)
  - Pelea de la Noche (3 veces)
  - Actuación de la Noche (1 vez)

- Sherdog
  - KO del Año (2011) vs. Randy Couture el 30 de abril

- Black Belt Magazine
  - Peleador del Año (2009)

## Registro en artes marciales mixtas
| Resultado | Récord | Oponente          | Método                                       | Evento                                | Fecha                    | Ronda | Tiempo | Localización            | Notas                                                            |
| --------- | ------ | ----------------- | -------------------------------------------- | ------------------------------------- | ------------------------ | ----- | ------ | ----------------------- | ---------------------------------------------------------------- |
| Derrota   | 26–11  | Ryan Bader        | Decisión (unánime)                           | Bellator 256                          | 9 de abril de 2021       | 5     | 5:00   | Uncasville, Connecticut | Cuartos de final del Gran Premio de Peso Semipesado de Bellator. |
| Derrota   | 26–10  | Phil Davis        | Decisión (dividida)                          | Bellator 245                          | 11 de septiembre de 2020 | 3     | 5:00   | Uncasville, Connecticut | Regresó al peso semipesado.                                      |
| Derrota   | 26–9   | Gegard Mousasi    | Decisión (dividida)                          | Bellator 228                          | 28 de septiembre de 2019 | 3     | 5:00   | Inglewood, California   |                                                                  |
| Victoria  | 26–8   | Chael Sonnen      | TKO (rodillazo y golpes)                     | Bellator 222                          | 14 de junio de 2019      | 2     | 0:22   | Nueva York              |                                                                  |
| Victoria  | 25–8   | Rafael Carvalho   | Decisión (dividida)                          | Bellator 213                          | 15 de diciembre de 2018  | 3     | 5:00   | Honolulu, Hawaii        |                                                                  |
| Victoria  | 24–8   | Vitor Belfort     | KO (patada frontal)                          | UFC 224                               | 12 de mayo de 2018       | 2     | 1:00   | Río de Janeiro, Brasil  |                                                                  |
| Victoria  | 23–8   | Eryk Anders       | Decisión (dividida)                          | UFC Fight Night: Machida vs. Anders   | 3 de febrero de 2018     | 5     | 5:00   | Belém, Brasil           |                                                                  |
| Derrota   | 22–8   | Derek Brunson     | KO (golpes)                                  | UFC Fight Night: Brunson vs. Machida  | 28 de octubre de 2017    | 1     | 2:30   | Sao Paulo, Brasil       |                                                                  |
| Derrota   | 22–7   | Yoel Romero       | KO (codazos)                                 | UFC Fight Night: Machida vs. Romero   | 27 de junio de 2015      | 3     | 1:38   | Hollywood, Florida      |                                                                  |
| Derrota   | 22–6   | Luke Rockhold     | Sumisión (rear-naked choke)                  | UFC on Fox: Machida vs. Rockhold      | 18 de abril de 2015      | 2     | 2:31   | Newark, Nueva Jersey    |                                                                  |
| Victoria  | 22–5   | C.B. Dollaway     | TKO (patada al cuerpo y golpes)              | UFC Fight Night: Machida vs. Dollaway | 20 de diciembre de 2014  | 1     | 1:02   | Barueri                 | Actuación de la Noche.                                           |
| Derrota   | 21–5   | Chris Weidman     | Decisión (unánime)                           | UFC 175                               | 5 de julio de 2014       | 5     | 5:00   | Las Vegas, Nevada       | Por el Campeonato de Peso Medio de UFC; Pelea de la Noche.       |
| Victoria  | 21–4   | Gegard Mousasi    | Decisión (unánime)                           | UFC Fight Night: Machida vs. Mousasi  | 15 de febrero de 2014    | 5     | 5:00   | Jaraguá do Sul          | Pelea de la Noche.                                               |
| Victoria  | 20–4   | Mark Muñoz        | KO (patada a la cabeza)                      | UFC Fight Night: Machida vs. Muñoz    | 26 de octubre de 2013    | 1     | 3:10   | Mánchester              | Debut en peso medio; KO de la Noche.                             |
| Derrota   | 19–4   | Phil Davis        | Decisión (unánime)                           | UFC 163                               | 3 de agosto de 2013      | 3     | 5:00   | Río de Janeiro          |                                                                  |
| Victoria  | 19–3   | Dan Henderson     | Decisión (dividida)                          | UFC 157                               | 23 de febrero de 2013    | 3     | 5:00   | Anaheim, California     |                                                                  |
| Victoria  | 18–3   | Ryan Bader        | KO (golpe)                                   | UFC on Fox: Shogun vs. Vera           | 4 de agosto de 2012      | 2     | 1:32   | Los Ángeles, California |                                                                  |
| Derrota   | 17–3   | Jon Jones         | Sumisión técnica (standing guillotine choke) | UFC 140                               | 10 de diciembre de 2011  | 2     | 4:26   | Toronto                 | Por el Campeonato de Peso Semipesado de UFC; Pelea de la Noche.  |
| Victoria  | 17–2   | Randy Couture     | KO (patada frontal voladora)                 | UFC 129                               | 30 de abril de 2011      | 2     | 1:03   | Toronto                 | KO de la Noche; KO del Año (2011).                               |
| Derrota   | 16–2   | Quinton Jackson   | Decisión (dividida)                          | UFC 123                               | 20 de noviembre de 2010  | 3     | 5:00   | Auburn Hills, Míchigan  |                                                                  |
| Derrota   | 16–1   | Maurício Rua      | KO (golpes)                                  | UFC 113                               | 8 de mayo de 2010        | 1     | 3:35   | Montreal                | Perdió el Campeonato de Peso Semipesado de UFC.                  |
| Victoria  | 16–0   | Maurício Rua      | Decisión (unánime)                           | UFC 104                               | 24 de octubre de 2009    | 5     | 5:00   | Los Ángeles, California | Defendió el Campeonato de Peso Semipesado de UFC.                |
| Victoria  | 15–0   | Rashad Evans      | KO (golpes)                                  | UFC 98                                | 23 de mayo de 2009       | 2     | 3:57   | Las Vegas, Nevada       | Ganó el Campeonato de Peso Semipesado de UFC; KO de la Noche.    |
| Victoria  | 14–0   | Thiago Silva      | KO (golpes)                                  | UFC 94                                | 31 de enero de 2009      | 1     | 4:59   | Las Vegas, Nevada       | KO de la Noche.                                                  |
| Victoria  | 13–0   | Tito Ortiz        | Decisión (unánime)                           | UFC 84                                | 24 de mayo de 2008       | 3     | 5:00   | Las Vegas, Nevada       |                                                                  |
| Victoria  | 12–0   | Rameau Sokoudjou  | Sumisión (arm-triangle choke)                | UFC 79                                | 29 de diciembre de 2007  | 2     | 4:20   | Las Vegas, Nevada       |                                                                  |
| Victoria  | 11–0   | Kazuhiro Nakamura | Decisión (unánime)                           | UFC 76                                | 22 de septiembre de 2007 | 3     | 5:00   | Anaheim, California     |                                                                  |
| Victoria  | 10–0   | David Heath       | Decisión (unánime)                           | UFC 70                                | 21 de abril de 2007      | 3     | 5:00   | Mánchester              |                                                                  |
| Victoria  | 9–0    | Sam Hoger         | Decisión (unánime)                           | UFC 67                                | 3 de febrero de 2007     | 3     | 5:00   | Las Vegas, Nevada       | Debut en UFC.                                                    |
| Victoria  | 8–0    | Vernon White      | Decisión (unánime)                           | WFA: King of the Streets              | 22 de julio de 2006      | 3     | 5:00   | Los Ángeles, California | Debut peso semipesado.                                           |
| Victoria  | 7–0    | Dimitri Wanderley | TKO (agotamiento)                            | Jungle Fight 6                        | 29 de abril de 2006      | 3     | 3:24   | Río de Janeiro          |                                                                  |
| Victoria  | 6–0    | B.J. Penn         | Decisión (unánime)                           | K-1 Hero's 1                          | 26 de marzo de 2005      | 3     | 5:00   | Saitama                 | Pelea de peso abierto.                                           |
| Victoria  | 5–0    | Sam Greco         | Decisión (dividida)                          | K-1 MMA ROMANEX                       | 22 de mayo de 2004       | 3     | 5:00   | Saitama                 |                                                                  |
| Victoria  | 4–0    | Michael McDonald  | Sumisión (forearm choke)                     | K-1 Beast 2004 in Niigata             | 14 de marzo de 2004      | 1     | 2:30   | Saitama                 |                                                                  |
| Victoria  | 3–0    | Rich Franklin     | KO (patada a la cabeza y golpes)             | Inoki Bom-Ba-Ye 2003-Inoki Festival   | 31 de diciembre de 2003  | 2     | 1:03   | Kōbe                    | Pelea peso acordado (214 lb).                                    |
| Victoria  | 2–0    | Stephan Bonnar    | TKO (corte)                                  | Jungle Fight 1                        | 13 de septiembre de 2003 | 1     | 4:21   | Manaus                  |                                                                  |
| Victoria  | 1–0    | Kengo Watanabe    | Decisión (unánime)                           | NJPW: Ultimate Crush                  | 2 de mayo de 2003        | 3     | 5:00   | Tokio                   | Debut peso pesado.                                               |